# Francis Caulfeild (2e comte de Charlemont)
Francis William Caulfeild, 2e comte de Charlemont (3 janvier 1775-26 décembre 1863) est un pair et homme politique irlandais.

## Biographie
Il est le fils aîné de James Caulfeild, 1er comte de Charlemont et de son épouse Mary Hickman, fille de Thomas Hickman du comté de Clare.
En 1798, Caulfeild représente Charlemont et le comté d'Armagh. Il représente cette dernière circonscription à la Chambre des communes irlandaise jusqu'en 1799, date à laquelle il devient comte de Charlemont à la mort de son père. Le 12 décembre 1806, il est élu pair irlandais et occupe son siège à la Chambre des lords. Il est nommé chevalier de l'Ordre de Saint-Patrick le 19 octobre 1831. En 1837, il est créé baron Charlemont dans la pairie du Royaume-Uni, lui donnant ainsi, ainsi qu'à ses descendants, un siège automatique à la Chambre des lords. Il est Lord Lieutenant de Tyrone en 1839 et membre du Conseil privé d'Irlande.
Il épouse Anne, la fille et la cohéritière de William Bermingham de Ross Hill, du comté de Galway et de Mary Rutledge. Il est décédé à son siège, Marino House à Clontarf, Dublin. Ses quatre enfants l'ont précédé dans la tombe et son neveu James Caulfeild, 3e comte de Charlemont lui succède.